# 다크 스타 (영화)
《다크 스타》(Dark Star)는 미국에서 제작된 존 카펜터 감독의 1974년 SF, 코미디, 스릴러 영화이다. 브라이언 나렐 등이 주연으로 출연하였고 존 카펜터 등이 제작에 참여하였다.
1970년부터 1972년까지 서던캘리포니아 대학교의 학생 영화으로서 시작된 이 영화는 점차 1974년까지 장편 영화로 확장되었으며 이후 Filmex에 초연되었고 1975년 한정 극장 개봉이 이루어졌다.
카펜터 감독의 장편 데뷔 영화이다.

## 출연

### 주연
- 브라이언 나렐
- 칼 커니홈
- 드리 파히크
- 댄 오배넌

### 조연
- 조 사운더스
- 마이클 쇼
- 마일즈 왓킨스

## 기타
- Ass-PD: J. 스테인 카플란
- 미술: 댄 오배넌